# Gamal al-Ghitani

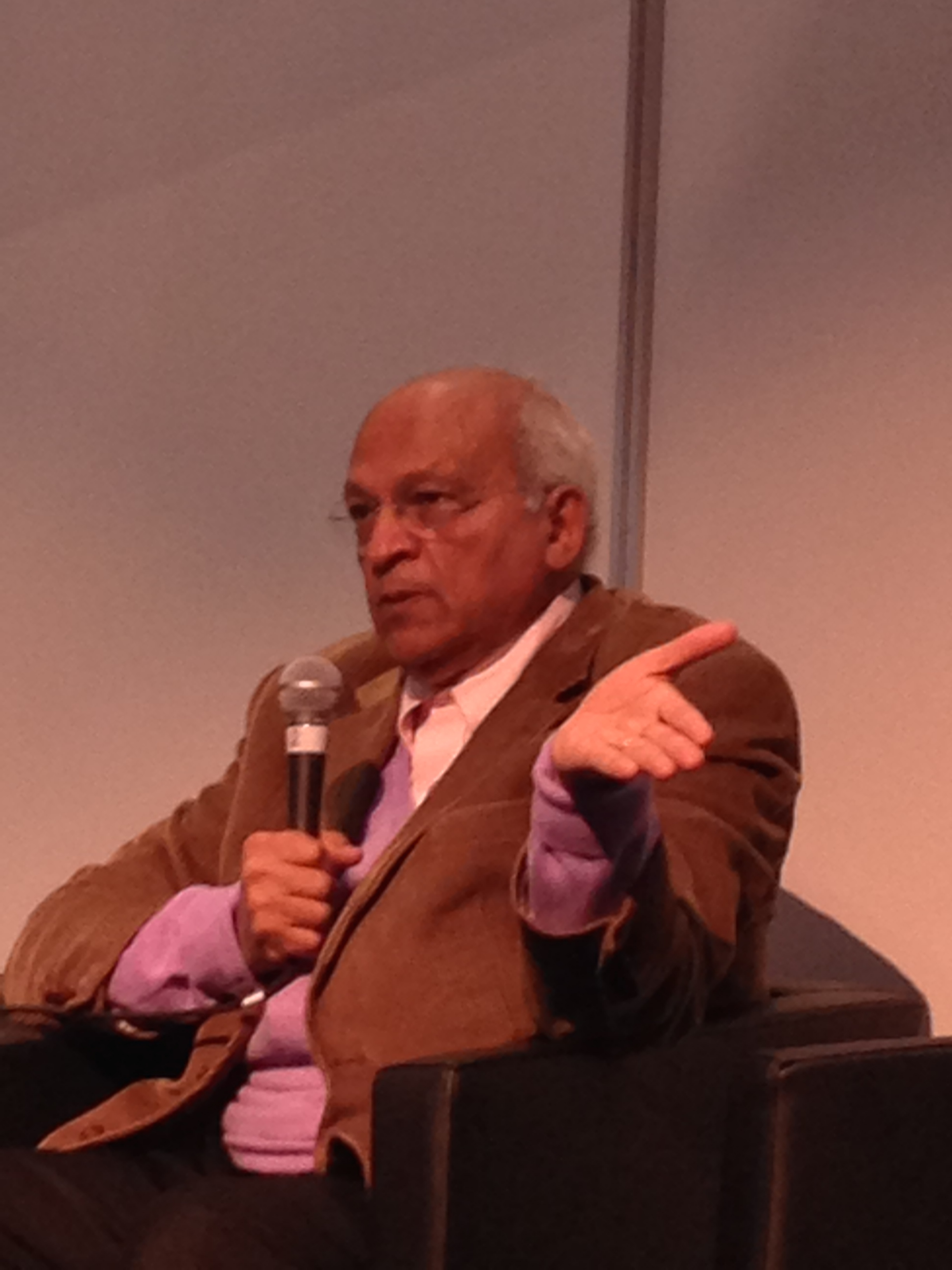
Gamal al-Ghitani (2014)

Gamal al-Ghitani (arabisch جمال أحمد الغيطاني Dschamal Ahmad al-Ghitani, DMG Ǧamāl Aḥmad al-Ġīṭānī; * 9. Mai 1945 in Guhaina, Oberägypten; † 18. Oktober 2015 in Kairo) war ein ägyptischer Schriftsteller und Journalist.

## Leben
Nach einer Ausbildung zum Teppichdesigner betätigte al-Ghitani sich nach 1968 als Journalist und veröffentlichte auch zahlreiche Kurzgeschichten und Romane. Über mehrere Jahre war er Chefredakteur des Kulturressorts der Tageszeitung Al-Akhbar.
Sein Werk kritisiert die gesellschaftliche und politische Entwicklung in Ägypten seit der Öffnung zum Westen. Stilistisch orientierte er sich in seinen Texten häufig an mittelalterlichen Vorlagen der arabischen Literatur. Auf diese Weise versuchte er, eine besondere arabisch-ägyptische Erzähltradition in der modernen Literatur seines Landes zu etablieren. Sein historischer Roman Zaini Barakat, der auch im Deutschen vorliegt, gilt als das bekannteste Werk dieser Art.
Al-Ghitani war der Gründer und Herausgeber der Literaturzeitschrift Akhbar al-Adab. Er erhielt zahlreiche nationale und internationale Literaturpreise und wurde 1987 als Ritter des Ordre des Arts et des Lettres ausgezeichnet.

## Werke (Auswahl)
- أوراق شاب عاش متذ ألف عام Awrāq šābb ʿāša munḏu alf ʿām, 1969
- الزيني بركات az-Zaynī Barakāt, 1974 (dt. Seini Barakat - Diener des Sultans, Freund des Volkes, 1984) ISBN 3-85787-635-2
- رسالة البصائر في المصائر Risālat al-baṣāʾir fī 'l-maṣāʾir, 1989 (dt. Das Buch der Schicksale, 2001) ISBN 3-406-48038-1
- وقائع حارة الزعفراني Waqāʾiʿ ḥārat az-Zaʿfarānī (dt. Der safranische Fluch oder Wie Impotenz die Welt verbessert, 1991) ISBN 3-353-00828-4